# Erland Van Lidth
Erland Van Lidth De Jeude  (ur. 3 czerwca 1953 w Hilversum w Holandii; zm. 23 września 1987 w Nowym Jorku) – amerykański aktor pochodzenia holenderskiego, który zagrał w kilku hollywoodzkich filmach. Był także zapaśnikiem; uczestniczył w Letnich Igrzyskach Olimpijskich w Montrealu w 1976. Śpiewał także w operze bas-barytonem. Z wykształcenia informatyk.
Urodzony w Holandii Van Lindth przybył do Stanów Zjednoczonych wraz z rodziną w roku 1958. Początkowo mieszkali w Orange w stanie New Jersey, później m.in. w Stamford i Ridgefield w stanie Connecticut. W latach 70. studiował informatykę w Instytucie Technologicznym w Massachusetts. W 1977 uzyskał dyplom z informatyki i inżynierii elektrycznej. W czasie studiów należał do szkolnej drużyny zapaśniczej, brał także udział w produkcjach teatralnych. W 1976 pojechał z amerykańską reprezentacją zapaśniczą na Igrzyska Olimpijskie w Montrealu. Przygotowywał się także do udziału w Letnich Igrzyskach Olimpijskich w Moskwie w 1980. Jednak po tym gdy Stany Zjednoczone zbojkotowały tę imprezę, z tych planów nic nie wyszło. Po ukończeniu studiów pracował jako informatyk na Manhattanie w Nowym Jorku.
W 1979 podczas występów zapaśniczych w nowojorskim Athletic Club mierzący 198 cm i ważący przeszło 150 kg Van Lidth został wypatrzony przez filmowców. Zaowocowało to jego filmowym debiutem. W tym samym roku zagrał przerażającego "Terrora", przywódcę "Fordham Baldies" (gang Łysoli) w filmie Philipa Kaufmana pt. Włóczęgi. W 1980 wystąpił w popularnej komedii Sidneya Poitiera Czyste szaleństwo, w której główne role grali Gene Wilder i Richard Pryor. Jego ostatnią pamiętną kreacją była rola w słynnym filmie science fiction Uciekinier (1987) z Arnoldem Schwarzeneggerem. Swoje występy w filmach cały czas łączył z pracą informatyka; często śpiewał też w operze. Jego operowe doświadczenie wykorzystywano także w filmach, w których zagrał.
Zmarł na zawał serca w wieku 34 lat.

## Filmografia
- Włóczęgi (1979) jako Terror
- Czyste szaleństwo (1980) jako Grossberger
- Sam w ciemności (1982) jako Ronald "Fatty" Elster
- Uciekinier (1987) jako Dynamo